# 25th Infantry Division (Vereinigte Staaten)

Schulterabzeichen der 25th Infantry Division

Die 25th Infantry Division (deutsch 25. US-Infanteriedivision, Beiname Tropic Lightning, dt. tropischer Blitz) ist ein Großverband der US Army mit einer Personalstärke von rund 17.000 Mann. Sie ist dem US Pacific Command (PACOM) unterstellt und ist an verschiedenen Orten im pazifischen Raum disloziert. Kommandierender General ist zurzeit Major General Marcus S. Evans. Das Divisionshauptquartier befindet sich in den Schofield Barracks in Hawaii. Die Division nahm seit ihrer Aufstellung im Jahr 1941 an allen militärischen Konflikten der Vereinigten Staaten im pazifischen und südostasiatischen Raum teil.

## Geschichte

### Aufstellung

Lage der Schofield Barracks in Honolulu auf der Insel Oʻahu im US-Bundesstaat Hawaii

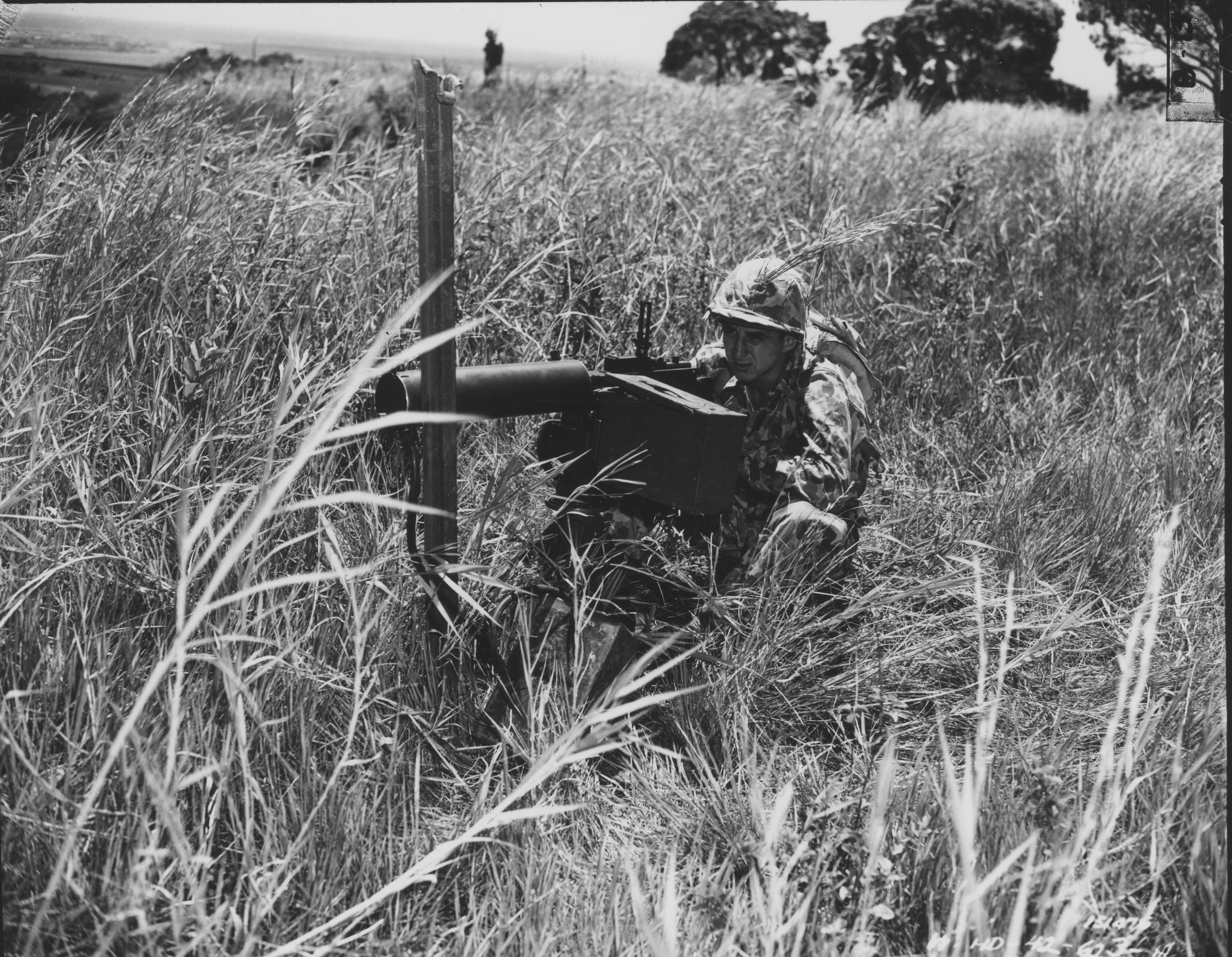
Pvt. Julius A. Ziolo, Co. H, 35. Inf., demonstriert die Wirksamkeit neuartiger Tarnuniformen.

Die Division wurde am 1. Oktober 1941 in Hawaii aufgestellt (nur ca. zwei Monate vor dem Angriff auf Pearl Harbor) und besteht seitdem ununterbrochen.
Die Aufstellung war Teil der amerikanischen Vorbereitungen für den Kriegseintritt. Zwar hatte in amerikanischen Regierungskreisen niemand mit einem Überraschungsangriff auf Hawaii gerechnet, so zeichnete sich jedoch ab, dass der Zweite Weltkrieg sich auch auf den pazifischen Raum ausdehnen würde, denn neben der Tatsache, dass Japan zu den Achsenmächten gehörte, war auch eine Eskalation in der Konkurrenz mit Japan um die Hegemonialstellung in der Region unübersehbar.

### Zweiter Weltkrieg

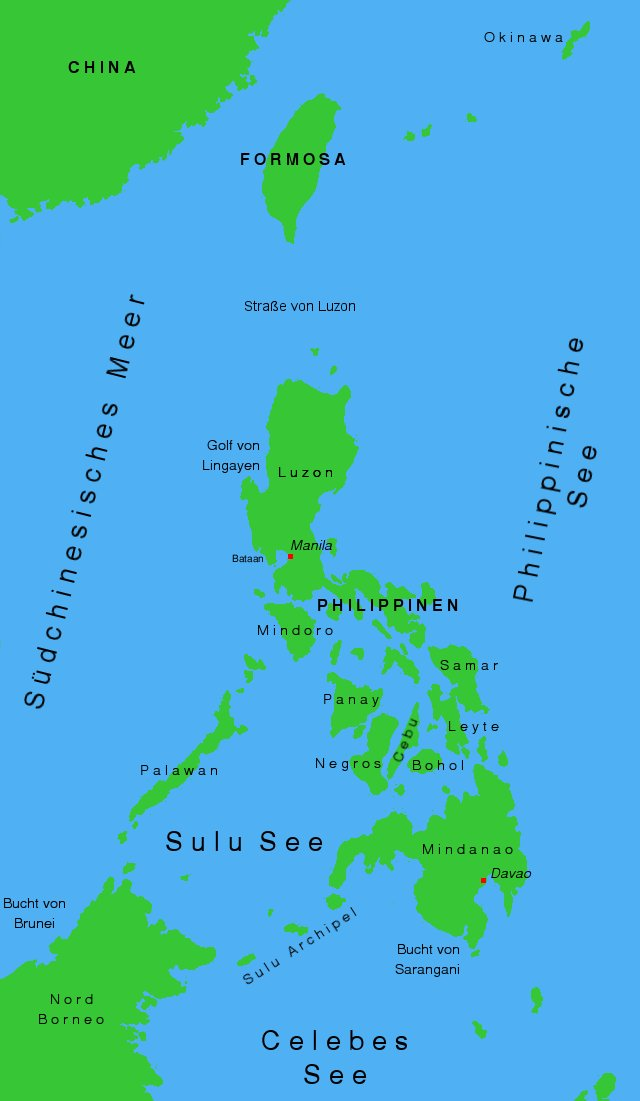
Die Philippinen

Die Division setzte sich aus folgenden Verbänden zusammen:
- 27th Infantry Regiment, (27. Infanterieregiment)
- 35th Infantry Regiment, (35. Infanterieregiment)
- 298th Infantry Regiment, (298. Infanterieregiment)
- 161st Infantry Regiment, (161. Infanterieregiment)
- 34th Infantry Regiment, (34. Infanterieregiment)
- 8th Field Artillery Battalion, (8. Feldartilleriebataillon)
- 64th Field Artillery Battalion, (64. Feldartilleriebataillon)
- 89th Field Artillery Battalion, (89. Feldartilleriebataillon)
- 90th Field Artillery Battalion (155 mm), (90. Feldartilleriebataillon mit 155-mm-Geschützen)
- 25th Signal Company, (25. Fernmeldekompanie)
- 725th Ordnance Company, (725. Munitions- und Ausrüstungskompanie)
- 25th Quartermaster Company, (25. Nachschubkompanie)
- 25th Reconnaissance Troop, (25. Aufklärungstrupp)
- 65th Engineer Battalion, (65. Pionierbataillon)
- 25th Medical Battalion, (25. Sanitäts-Bataillon)
- 25th Counter Intelligence Detachment, (25. Spionageabwehrkompanie)

Nach dem japanischen Luftangriff, der auch die Schofield Barracks traf, wurde die Division in Erwartung einer eventuellen Invasion in Küstennähe disloziert, um Honolulu und Ewa Point, einen Luftstützpunkt der US-Marineinfanterie westlich von Pearl Harbor, zu verteidigen.
Schlacht um Guadalcanal

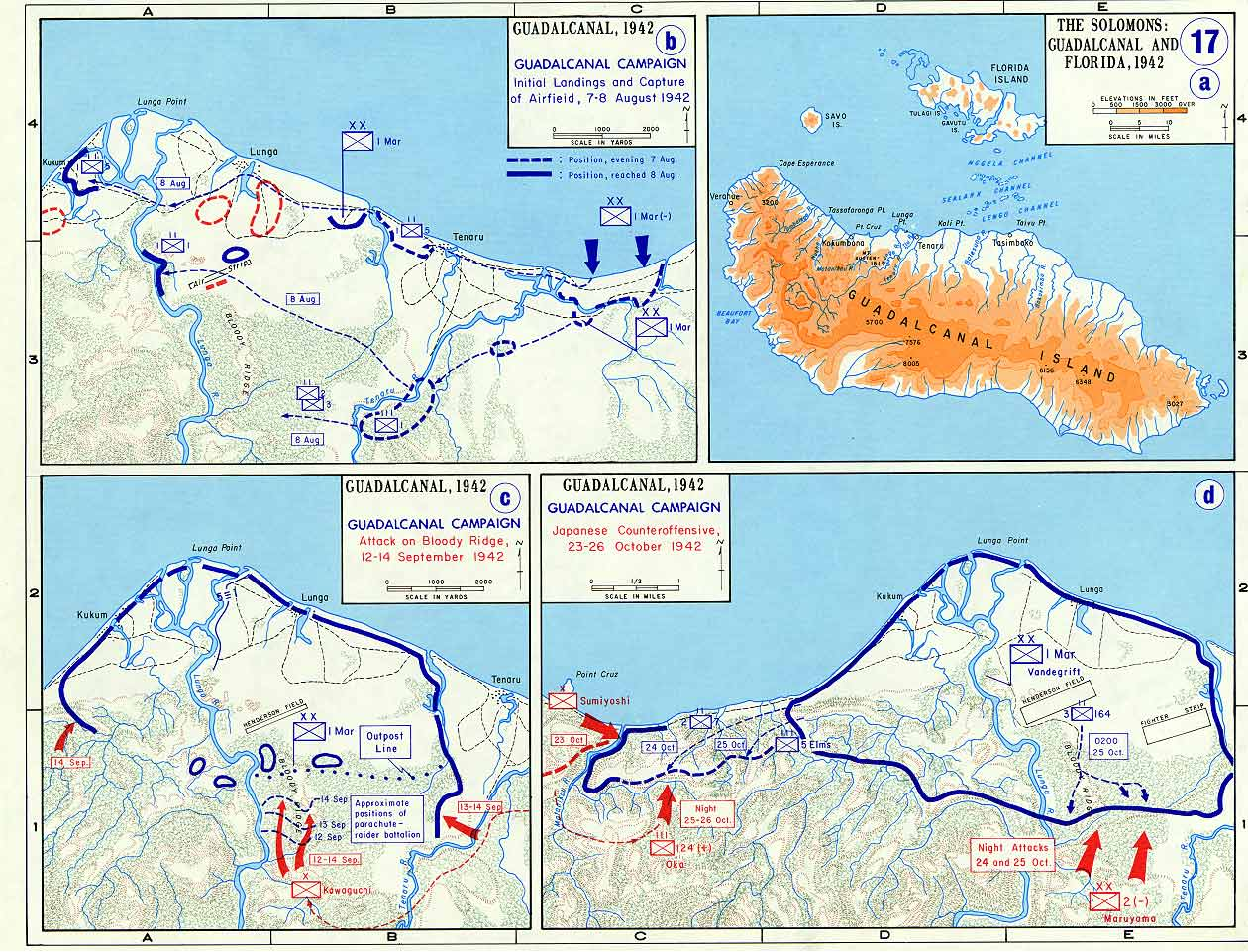
Schlacht um Guadalcanal, 1943

1942 errichtete die japanische Armee auf der Insel Guadalcanal ein Flugfeld (später von den Amerikanern in Henderson Field umbenannt), das die Bombardierung des Seeweges zwischen Australien und den USA ermöglicht hätte. Deshalb startete am 7. August 1942 die erste US-amerikanische Offensive des Pazifikkrieges gegen diese strategisch wichtige Insel, die zunächst erfolglos blieb.
Am 25. November 1942 wurde die 25. Infanteriedivision nach Guadalcanal verlegt, um die dort eingesetzten arg in Bedrängnis geratenen Marines nahe dem Henderson Field zu entsetzen und damit in die Schlacht um Guadalcanal einzugreifen. Im 17. Dezember 1942 erreichten die ersten Truppenteile den Tenaru (Fluss) und die Division griff am 10. Januar 1943 geschlossen in das Kampfgeschehen ein. Die erbittert geführten Gefechte, bei denen sich die US-Kräfte wegen der Gefahr einer japanischen Einkesselung zunächst zurückziehen mussten, führten zur Einnahme von Cape Esperance, dem nördlichsten Punkt der Insel Guadalcanal, und damit zur Vereinigung mit den Verbänden der Americal Division. Diese Vereinigung der verschiedenen US-Kräfte beendete den organisierten Widerstand der japanischen Streitkräfte und mündete in deren Kapitulation am 5. Februar 1943.
Diesem ersten Sieg folgte eine Ruheperiode, in der die Division als Garnison auf der Hauptinsel der Salomonen eingesetzt war. Am 21. Juli 1943 endete die Ruhephase, als die ersten Vorausabteilungen dieser Division im Rahmen der Schlacht um New Georgia auf der Insel New Georgia landeten, das 35. Infanterieregiment, Teil der Northern Landing Force, konnte im Zusammenwirken mit anderen Einheiten am 15. September die Insel Vella Lavella einnehmen. In der Zwischenzeit gelang es weiteren Einheiten andernorts im New-Georgia-Archipel zu landen, Zieta einzunehmen und nach einem 19 Tage dauernden Marsch durch den Dschungel Bairoko Harbor zu erobern. Weitere Truppenteile säuberten am 24. September Arundel Island und am 6. Oktober Kolombangara Island mit dem strategisch wichtigen Flughafen Vila Airport. Am 25. August 1943 brach der organisierte Widerstand der Japaner zusammen und die Division verlegte zur Auffrischung nach Neuseeland und später zur weiteren Ausbildung nach Neukaledonien, wo sie bis 14. März 1944 stationiert war.
Rückeroberung der Philippinen
Am 11. Januar landete die 25. Infanteriedivision in San Fabian in der Gegend um Luzon, um in den Kampf um die Rückeroberung der Philippinen unter dem Oberkommando von General Douglas MacArthur einzugreifen. Sie umging die Ebene von Central Luzon und stellte die japanischen Truppen am 17. Januar 1945 bei Binalonan, besetzte die Orte Umingan, Lupao, und San Jose. Es gelang ihr, große Mengen Waffen und Ausrüstung der Japaner bei Luzon zu zerstören. Am 21. Februar begann der Einsatz in den Caraballo-Bergen. Trotz heftigen Widerstands konnten die Orte Digdig, Putlan und Kapintalan eingenommen und am 13. Mai der strategisch wichtige Balete-Pass unter Kontrolle gebracht werden, der den Zugang zum Cagayan Valley öffnete und 30. Juni 1945 die Besetzung San Joses ermöglichte. Am 1. Juli verlegte die Division nach Tarlac zur Auffrischung und weiteren Ausbildung, bis sie am 20. September in Japan stationiert wurde, wo sie für fünf Jahre als Teil der amerikanischen Besatzungsmacht fungierte.
Spitzname Tropic Lightning
Die ungewöhnlich schnell ausgeführten Operationen während ihrer Einsätze brachten der Division den Spitznamen Tropischer Blitz ein.
Sechs Soldaten der Division wurde im Zweiten Weltkrieg die Medal of Honor, die höchste militärische Auszeichnung der Vereinigten Staaten, verliehen.
Die 25. US-Infanteriedivision verlor im Zweiten Weltkrieg insgesamt 5.432 Soldaten, die getötet oder verwundet wurden oder noch vermisst werden.

### Korea
Am 25. Juni 1950 brach wieder Krieg im südostasiatischen Raum aus, als die koreanische Volksarmee den 38. Breitengrad überschritt und ohne Kriegserklärung Südkorea angriff. Als Teil des Kommandos der Vereinten Nationen verlegte die Division vom 5. bis zum 18. Juli vollständig nach Südkorea. Unter dem Kommando von Major General William B. Kean gelang es ihr in ihrem ersten Einsatz, erfolgreich den nordkoreanischen Vorstoß nach Pusan zum Erliegen zu bringen. Für diesen Einsatz wurde der Einheit ihre erste Republic of Korea Presidential Unit Citation verliehen. Aber es waren die darauffolgenden Schlachten, die den ausgezeichneten Ruf dieser Division für besondere Effektivität im Kampf begründeten. Sie beteiligte sich am Ausbruch aus dem Pusankessel und drang im Oktober 1950 auf nordkoreanisches Gebiet vor. Gemeinsam mit dem 89. Panzerbataillon und der Task Force Dolvin unter LTG Dolvin wurden die nordkoreanischen Streitkräfte bis zum 24. November bis zum Yalu Fluss an der Grenze zur Volksrepublik China, zurückgeworfen. Aber chinesische Truppen mit der über 300.000 Soldaten umfassenden „Freiwilligenarmee“ griffen in das Kampfgeschehen ein, ohne dass sie vorher aufgeklärt wurden, überschritten die Grenze und drängten die Truppen der Vereinten Nationen zurück. Dennoch gelang ein bedingt geordneter Rückzug und am 30. November die Besetzung von Auffangstellungen am südlichen Ufer des Flusses Ch’ongch’on. Schließlich fiel aber auch diese Verteidigungslinie angesichts der chinesisch-nordkoreanischen Übermacht. Letztendlich konnte nach weiteren Gebietsverlusten eine zusammenhängende Verteidigungslinie südlich von Osan eingerichtet werden.

Kriegsverlauf

Nach anderthalb Monaten der Planung und Reorganisation starten die UN-Truppen am 15. Januar 1951 eine wohlvorbereitete Offensive und konnten bis zum 10. Februar Inchon und den wichtigen Luftwaffenstützpunkt Kimpo Air Base zurückerobern. Dies war die erste von etlichen weiteren erfolgreichen Vorstößen, die den Kriegsverlauf wieder zugunsten der UN-Truppen wandten. Der 25. Infanteriedivision gelang es, die gegnerischen Truppen im Rahmen der Operation Ripper entlang des Hangang, der eine natürliche Barriere zwischen der Insel Ganghwado an der Mündung des Flusses Imjin und der Stadt Seoul bildete, zurückzuwerfen. Diesem Einsatz folgten im Frühling 1951 die Operationen Dauntless, Detonate und Piledriver, die dazu führten, dass UN-Truppen die strategisch günstige Stellung eisernes Dreieck einnehmen konnten. Im Sommer 1951 begannen in Kaesŏng erste Friedensgespräche und die Division versah in dieser Zeit Sicherungsaufgaben an der Frontlinie mit gelegentlichen kleineren Abwehrgefechten. Diese Zeit dauerte bis zum Winter an und endete, als sich ein Scheitern der Friedensverhandlungen abzeichnete. Daraufhin wurde der 25. Infanteriedivision die führende Rolle bei der erneuten Offensive am 5. Mai 1953 in Richtung Seoul übertragen.
Am 28. Mai sah sich die Division einem schweren Gegenangriff ausgesetzt, der aber zurückgeschlagen werden konnte. Zwischen Mai und Juli 1953 gelang es der Division, einen weiteren schweren Angriff auf Seoul erfolgreich abzuwehren, woraufhin ihr eine zweite Republic of Korea Presidential Unit Citation verliehen wurde. Danach wurden die Friedensverhandlungen erneut aufgenommen und führten am 27. Juli 1953 zum Waffenstillstand. Die Division wurde nach Camp Casey verlegt und in den Reservezustand versetzt.
Während des Koreakrieges war die Türkische Brigade der 25th Infantry Division unterstellt.
Während des Koreakrieges erhielten 14 Soldaten dieser Einheit die Medal of Honor.
Damit war die 25nd ID die am höchsten dekorierte Kampfeinheit des Koreakrieges.
Die Division verblieb zunächst in Korea, bis sie im Herbst 1954 nach über zwölf Jahren Abwesenheit zurück nach Hawaii verlegt wurde.

### Vietnam
Im Frühjahr 1963 wurden 100 Hubschrauberschützen auf Anforderung des Military Assistance Command, Vietnam (MACV) von Hawaii nach Südvietnam verlegt. Im August 1965 wurde eine weitere Einheit der 25. Infanteriedivision in den Vietnamkonflikt geschickt, als die 3. Kompanie des 65. Pionierbataillons nach Südvietnam berufen wurde, um Unterstützung beim Bau des Hafens von Cam Ranh Bay zu leisten. Bis Mitte 1965 wurden insgesamt 2.200 Angehörige dieser Division auf dem vietnamesischen Kriegsschauplatz eingesetzt.
Mitte 1965 wurde eine komplette Brigade der Tropic Lightning mit über 4.000 Mann und 9.000 Tonnen Ausrüstung im Rahmen der bis dahin größten und längsten Luftverlegung (Operation Blue Light) in ein Kampfgebiet der Militärgeschichte, direkt von der Joint Base Pearl Harbor-Hickam, Honolulu, in den Nord-West-Sektor Südvietnams, verlegt.
Diese Brigade begann am 24. Dezember 1964 im zentralen Hochland bei Plei Cu mit der Einrichtung einer Hauptbasis der Division, die als Ausgangspunkt für sämtliche darauffolgenden Operationen und Verlegungen dienen sollte. Mitte Januar 1965 war der Transport abgeschlossen und eröffnete dem MACV neue Optionen in ihrer militärischen Planung.

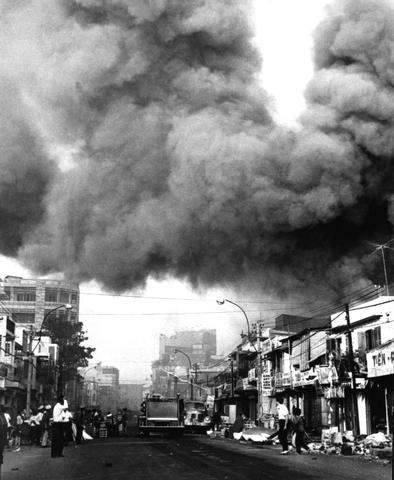
Saigon während der Tet-Offensive

Zwischen 1966 und 1971 war diese Division im gesamten südostasiatischen Raum in heftige Gefechte verwickelt.
Während der Tet-Offensive des Viet Cong von 1968 bis 1969 beteiligte sich die 25. Infanteriedivision an der Verteidigung der belagerten südvietnamesischen Hauptstadt Sàigòn. Auf Grund ihrer besonderen Erfolge bei der Abwehrschlacht im Zusammenwirken mit den südvietnamesischen Alliierten wurde die Tropic Lightning danach aus den konventionellen Kampfhandlungen herausgezogen und überwiegend im so genannten Vietnamisierung-Programm (Nixon-Doktrin) eingesetzt, der schrittweisen Übergabe der militärischen Verantwortung an die Armee der Republik Vietnam, wobei die 25. Infanteriedivision Ausbildungsaufgaben übernahm und als militärisches Verbindungsorgan fungierte.
Dies führte sie von Mai bis Juni 1970 zusammen mit anderen Einheiten des MACV-Special Operations Command im Rahmen einer verdeckten Operation weit nach Kambodscha hinein. Ziel des Einsatzes war die Unterbindung der Infiltration des Viet Congs nach Südvietnam, die Störung seiner Rückzugsräume und Unterbrechung seiner Nachschubwege (Teile des Ho-Chi-Minh-Pfades). Es gelang ihr, die Versorgung des Vietkong empfindlich zu stören und große Mengen an Nachschub und Waffen zu erbeuten.
Nach ihrer Rückkehr nach Südvietnam setzte sie ihren Einsatz im Vietnamisierungs-Programm bis Ende 1970 fort.
Anfang 1971 begann der Rückzug der Division nach Hawaii. Die 2. Infanteriebrigade war der letzte Verband der Tropic Lightning, der Anfang Mai 1971 in den Schofield Barracks auf Oʻahu, im US-Bundesstaat Hawaii, eintraf.
Während des Vietnamkrieges erhielten 22 Soldaten der Tropic Lightning-Division die Medal of Honor.
Die Verluste der 25. US-Infanteriedivision beliefen sich im Vietnamkrieg auf insgesamt 4.561 Tote.

### Reorganisation zur Leichten Infanterie
Eine der Folgen des Vietnamkrieges war, neben vielen anderen, eine allgemeine Demobilisierung der Streitkräfte, die weit über eine normale Abrüstung in einer Nachkriegsphase hinausging. Vielmehr war sie auch Ausdruck eines politischen Richtungswechsels, der unter Gerald Ford noch wirtschaftlich (Rezession) bedingt war, nach der Amtsübernahme durch Jimmy Carter aber auch politisch, wandte er sich doch mehr innenpolitischen Themen zu.
In dieser Phase wurde die Division bis auf eine Brigade mit ca. 4.000 Mann ausgedünnt. Im März 1972 wurde sie wieder reaktiviert, aufgestockt mit einer zweiten Brigade und mit der Eingliederung einer (dritten) Brigade der Army National Guard wieder ausgeglichen, die die folgenden Einheiten mitbrachte, das 2. Bataillon der 299. Infanterie der hawaiischen Army National Guard, das 100. Bataillon der 442. Infanterie der US Army Reserve sowie das 1. Bataillon der 184. Infanterie der Army Reserve. In den nächsten Jahren experimentierte die wieder aufgefüllte Division mit verschiedenen Einsatzkonzepten, mit verschiedenen Zusammenstellungen einzelner Kampfverbände und beteiligte sich an gemeinsamen Manövern mit den Streitkräften der Fidschi-Inseln und an der jährlichen Großübung mit den Südkoreanischen Streitkräften.
1985 begann die Umstrukturierung der Division von einer regulären zu einer Leichten Infanteriedivision (Light Infantry), nachdem die politische Situation sich seit der Amtsübernahme Ronald Reagans grundlegend geändert hatte und der Verteidigungsetat seitdem erheblich gestiegen war.
Die vier Hauptmerkmale einer leichten Infanterie der Army waren Einsatzflexibilität, schnelle Verlegbarkeit, hohe Gefechtsbereitschaft und optimale Anpassung an die geografischen Besonderheiten des pazifischen Beckens. Eine dritte Infanteriebrigade wurde aufgestellt und jeder Brigade ein Bataillon Artillerie zur direkten Feuerunterstützung zugeordnet. Zusätzlich wurden die Heeresfliegerabteilungen insgesamt auf die Größe einer Brigade aufgestockt. Die volle Einsatzbereitschaft erlangte die 25. US-Infanteriedivision im Oktober 1986. Die Neustrukturierung der Division war abgeschlossen.
Das Konzept der leichten Infanterie beinhaltet das klassische Einsatzkonzept, dem auch Luftlandetruppen und Special Operations Forces folgen. Als schnell verlegbarer Verband sind sie oft die ersten Truppen an der Front und müssen die Stellung in der Regel gegen einen überlegenen Gegner so lange halten, bis Entsatz mit schweren Waffen vor Ort gebracht werden kann. Das stellt ein erhöhtes Maß an Anforderungen an den Ausbildungsstand solcher Truppen, die man früher als Eliteverband tituliert hätte, was aber nach offizieller Army-Diktion vermieden wird. Das führte zu einer Ausweitung und Verschärfung der Ausbildung und zu einer höheren Übungsdichte.
1988 durchlief das 1. Bataillon als erste Einheit der Tropical Lightning einen Übungszyklus im Joint Readiness Training Center (dt. Streitkräfteübergreifendes Ausbildungszentrum), Fort Polk, Louisiana. Diese Übungseinrichtung ist das modernste teilstreitkräfteübergreifende Ausbildungszentrum für Infanteriegefechtsführung und Close Quarter Battle, dem Häuserkampf und Kampf in beengtem Umfeld, der US-Streitkräfte.
Ein regelmäßiges Manöverprogramm mit kombinierten und teilstreitkräfteübergreifenden Übungen in Thailand (Cobra Gold), in Australien (Kangaroo) und in Japan (Orient Shield) und auf den Philippinen haben zu einer beträchtlichen Verbesserung des Ausbildungsstandes und damit der Kampfkraft geführt. Die Operation Team Spirit genannte jährliche Großübung in Korea bleibt aber nach wie vor das wichtigste Manöver im Jahr, bei dem mehr als die Hälfte der Division eingebunden ist.

### Der Zweite Golfkrieg

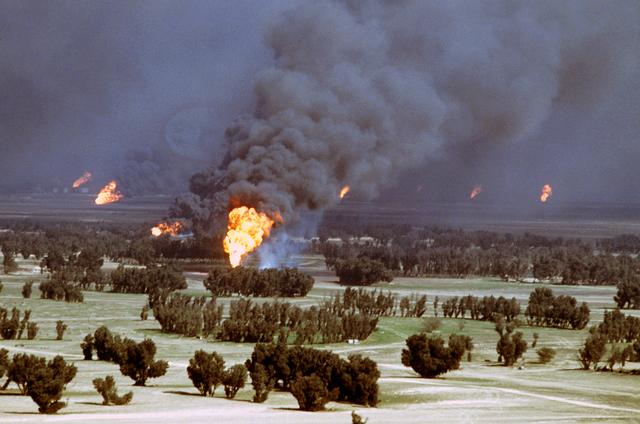
Von irakischen Soldaten angezündetes Ölfeld im März 1991

Aufgrund ihrer Funktion als schnelle Eingreiftruppe für das PACOM und der Verschärfung der politischen Situation mit Nordkorea, waren nur sehr wenige Einheiten an der Operation Desert Storm beteiligt. Dennoch wurden drei Züge, jeweils der erste von jeder Kompanie des 4. Bataillons des 27. Infanterieregiments (Wolfshunde), nach Saudi-Arabien verlegt und dem US Central Command (CENTCOM) unterstellt. Ursprünglich nur als Reserve gedacht, wurden sie aber wegen ihres hohen Ausbildungsstandes in der Wüstenkriegsführung vom stellvertretenden Kommandeur der 3. US-Armee zum Schutz des vorgeschobenen Armeehauptquartiers in Kuwait abgestellt. In dieser Rolle stellten sie nicht nur die Sicherung des Kommandopostens, sondern waren auch an der Aufrechterhaltung der öffentlichen Ordnung und Minenräumungen beteiligt. Der erste Zug wurde dann aus dieser Aufgabe herausgelöst und stellte zusammen mit der Delta Force den militärischen und persönlichen Schutz von General Norman Schwarzkopfs während des gesamten Feldzuges bis zur Waffenstillstandsvereinbarung am 1. März 1991. Am 20. März kehrten die drei Züge ohne Verluste zurück zum Heimatstützpunkt auf Hawaii.

### Einsätze und Neustrukturierung
Anfang Januar 1995 nahm die Tropic Lightning in Brigadestärke (ca. 3900 Mann) an der Operation Uphold Democracy, der US-Invasion auf Haiti, teil. Nach dem erfolgreichen Abschluss kehrte das Gros der eingesetzten Truppe zur Heimatbasis zurück, ein Kontingent von ca. 500 Mann der 2. Brigade blieb jedoch als Teil der United Nations Force vor Ort zur Friedenssicherung. Im selben Jahr wurde in Ford Richardsen, Alaska, eine Luftlandebrigade aufgestellt und der 25. Infanteriedivision als vierte Brigade unterstellt. Sie kam 2006 im Irak zum Einsatz, um im Rahmen der Operation Iraqi Freedom das Land zu stabilisieren.

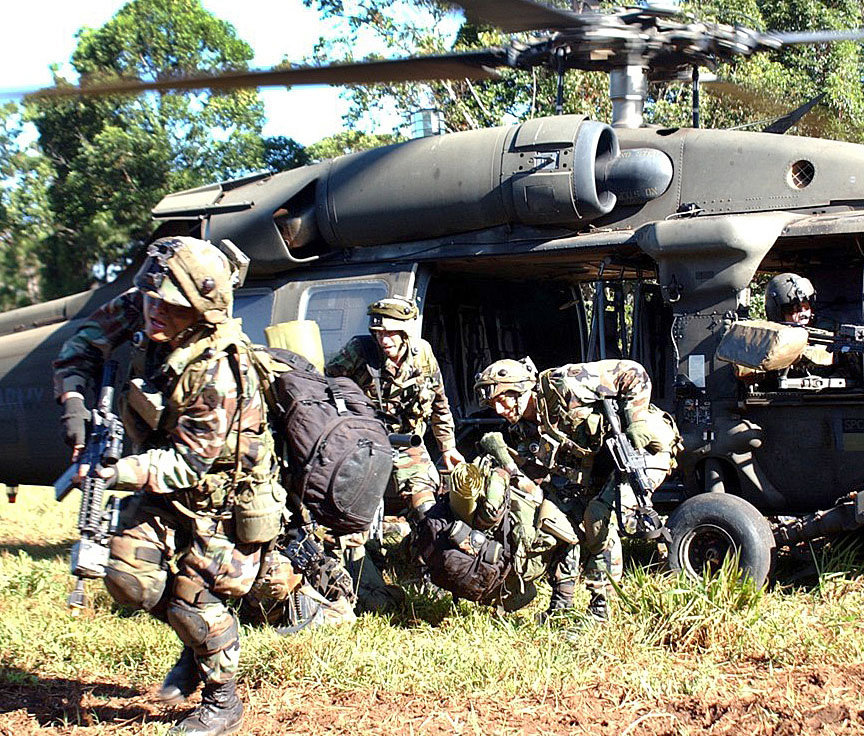
Soldaten der 25. Infanteriedivision während einer Übung

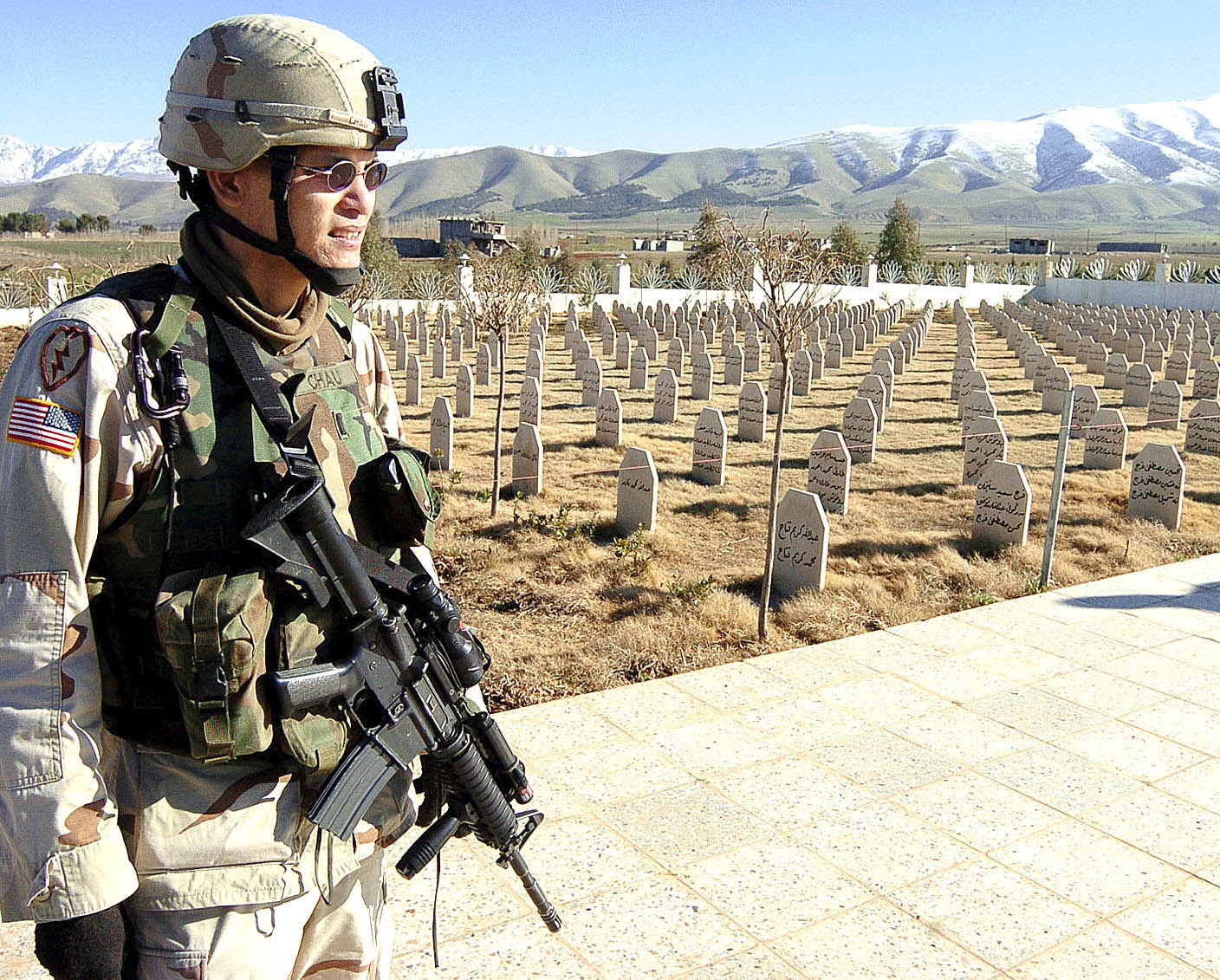
Ein Soldat der Division in Halabja, Irak

1995 wurde die erste Brigade einschließlich ihrer Unterstützungskomponenten nach Ford Lewis, Washington, verlegt und demobilisiert, wo sie jedoch später wieder aktiviert und der Tropic Lightning unterstellt wurde. Bis dahin war die 25. Infanteriedivision die einzige Division der Army, die nie auch nur teilweise auf dem Festland der Vereinigten Staaten (CONUS; continental United States) stationiert war.
Von April bis September 2002 wurde ein Bataillon der 25th Infantry Division, etwa 1000 Mann, dem US European Command (EUCOM) zur Unterstützung friedenssichernder Maßnahmen in Bosnien-Herzegowina unterstellt. Als Teil der Stabilization Force IX wurde sie zur Minenräumung, zum Wiederaufbau und zur Zerstörung von Waffen eingesetzt. Bei der Aktion wurden insgesamt 849 Gewehre, 182 Maschinengewehre, 187 Raketenwerfer und 389.000 Patronen Munition beschlagnahmt und unbrauchbar gemacht.
Am Irakkrieg 2003 und am Krieg in Afghanistan nahm die 25. Infanteriedivision nicht als geschlossener Verband teil. Lediglich einige kleinere Truppenteile dieser Einheit wurden 2003 der im Raum Irak und Afghanistan operierenden 3. US-Infanteriedivision und der 101. US-Luftlandedivision während der Operation Iraqi Freedom, dem so genannten Krieg gegen den Terror, unterstellt.

### Operation Iraqi Freedom
Die 2. Brigade verlegte im Januar 2004 in den Irak zur Unterstützung der Operation Iraqi Freedom II und wurde der 1. US-Infanteriedivision unterstellt. Die fünf Bataillone der Brigade (1-14 Infantry, 1-21 Infantry, 1-27 Infantry, 2-11 Field Artillery and 225 Support Battalion) wurden aufgeteilt in sogenannte Task Forces und führten Sicherheits- und Stabilisierungsoperationen in und um Kirkuk durch. Der Brigade wurde die Meritorious Unit Commendation für ihren Einsatz im Irak verleihen. Im Februar 2005 kehrte die Brigade nach Hawaii zurück und begann ihre Transformation von einer leichten Infanteriebrigade zu einem Stryker Brigade Combat Team (SBCT), einem komplett mit Radpanzern vom Typ Stryker ausgerüsteten luftverlegbaren leichten Panzerbrigade.
Nachdem die 1. Brigade ihre Transformation in ein Stryker Brigade Combat Team abgeschlossen hatte verlegt sie im Oktober 2004 in den Irak zur Unterstützung der Operation Iraqi Freedom III und wurde im Norden des Irak in Mosul eingesetzt. Für ihren 12-monatigen Einsatz erhielt die Brigade und die ihr unterstellten Bataillone den Valorous Unit Award. Im September 2005 kehrte die Brigade nach Fort Lewis zurück und wurde am 1. Juni 2006 in das 2. US-Kavallerieregiment (SBCT) umbenannt und verlegte nach Vilseck in Bayern während die 172. US-Infanteriebrigade am 16. Dezember 2006 als das 1. Brigade Combat Team (Stryker) in Fort Wainwright, Alaska wieder in Dienst gestellt wurde.
Im Juli 2006 verlegte dann das Divisionshauptquartier, die 25. Heeresfliegerbrigade und das 3. „Bronco“ Brigade Combat Team zur Teilnahme an der Operation Iraqi Freedom 06-08 in den Norden des Irak. Der 3. Brigade wurde Kirkuk als Operationsgebiet zugewiesen und man stationierte sie in der Forward Operating Base Warrior. Nach 15 Monaten im Einsatz kehrte die Brigade im Oktober 2007 in die Schofield Barracks nach Hawaii zurück. Das Divisionshauptquartier sowie die 25. Heeresfliegerbrigade waren Hauptelemente der Multinational Division-North und waren in Tikrit in der COB Spiecher stationiert und verantwortlich für den gesamten Norden des Irak. Auch sie kehrten nach erfolgreichem Einsatz nach 15 Monaten im Irak nach Hawaii zurück.
Nachdem am 16. Juli 2005 das 4. „Spartan“ Brigade Combat Team (Airborne) in Fort Richardson, Alaska reaktiviert worden war, verlegte die Brigade im Oktober 2006 zur Unterstützung der Operation Iraqi Freedom 06-08 in den Irak. Die „Spartan Brigade“ blieb für 15 Monate im Irak, hauptsächlich in der Babil, Karbala und Najaf Provinz, obwohl Teile auch in der Anbar Provinz sowie in Bagdad zum Einsatz unter dem Kommando der Multinational Division-Bagdad kamen. Ferner bildete die Brigade irakische Sicherheitskräfte aus und gehörte zur taktischen Einsatzreserve der 1. US-Kavalleriedivision und der 3. US-Infanteriedivision (beides Truppenteile der Multi-National Force Iraq). Die Brigade kehrte im Dezember 2007 nach Fort Richardson zurück, 53 Soldaten waren während des Einsatzes gefallen.
Im November 2007, nachdem die 2. Brigade in ein Stryker Brigade Combat Team reorganisiert worden war, verlegte man erneut in den Irak unter dem Kommando der Multinational Division-Bagdad. Vom Camp Taji aus überwachte die Brigade den Nordwesten Bagdads. Im Februar 2009 kehrte die Brigade wieder in die Schofield Barracks nach Hawaii zurück.
Im Herbst 2008 verlegten dann große Teile der Division zur Unterstützung der Operation Iraqi Freedom 08-10 in den Irak. Im September 2008 verlegte zuerst das 1. (Arctic Wolves) Stryker Brigade Combat Team aus Fort Wainwright, Alaska in den Irak in die Forward Operating Base Warhorse und ist verantwortlich für die Diyala Provinz. Das 3. „Bronco“ Brigade Combat Team sowie das Divisionshauptquartier folgten dann im Oktober 2008 für einen 12 Monate dauernden Einsatz im Norden des Irak.

### Operation Enduring Freedom
Das Divisionshauptquartier und die 3. „Bronco“ Brigade wurden im März 2004 nach Afghanistan verlegt. Während das Divisionshauptquartier als Stabselement der JTF 180 in Bagram stationiert war, wurde die 3. Brigade in so genannte Task Forces aufgeteilt und war stationiert am Flughafen von Kandahar, verantwortlich für die Sicherheit im Gebiet des Regional Command South. Die erste Einheit war das 2. Bataillon des 74. Infanterieregiments (Wolfshunde). Sie wurde begleitet von der 2. Batterie des 3. Bataillons des 7. Feldartillerieregiments. Die Einheiten kamen am 9. Oktober 2004 erstmals in der besonders unsicheren Provinz Paktika im Südosten Afghanistans an der Grenze zu Pakistan zum Einsatz. Ihr Auftrag war die Bekämpfung der Taliban (Gruppe islamistischer Fundamentalisten) und al-Qaida (Netzwerk dschihadistischer Gruppen) in der unübersichtlichen und bergigen Grenzregion zu Pakistan im Rahmen eines Guerillakrieges. Nach 12 Monaten verlegte die Brigade im April 2005 nach Hawaii zurück.
Im Februar 2009 erhielt das 4. „Spartan“ Brigade Combat Team (Airborne) aus Fort Richardson, Alaska den Befehl alle Vorbereitungen für einen Einsatz im Rahmen der Operation Enduring Freedom zu treffen. Die Brigade verlegte im März dann in den Operationsraum nach Afghanistan.

## Auftrag
Die Division stellt den Kern der Landstreitkräfte des US Army Pacific Command und ist verantwortlich für die Durchsetzung US-amerikanischer Geostrategie innerhalb des Verantwortungsbereiches des Regionalkommandos US Pacific Command (PACOM) im asiatisch-pazifischen Raum. Das schließt auch die Verteidigung Alaskas mit ein, wo ein Stryker Brigade Combat Team (SBCT) und ein Infantry Brigade Combat Team (IBCT) (Airborne) der Division ständig stationiert sind. Obwohl die 8. US-Armee der US Forces Korea für Korea zuständig ist, kann die Division sie im Bedarfsfall unterstützen.

## Organisation

Organigramm der 25th Infantry Division (Militärische Symbole)

Die 25th Infantry Division besteht aus folgenden Einheiten:
Kampfbrigaden
- 2nd Infantry Brigade Combat Team, Warriors, stationiert in den Schofield Barracks, Hawaii.

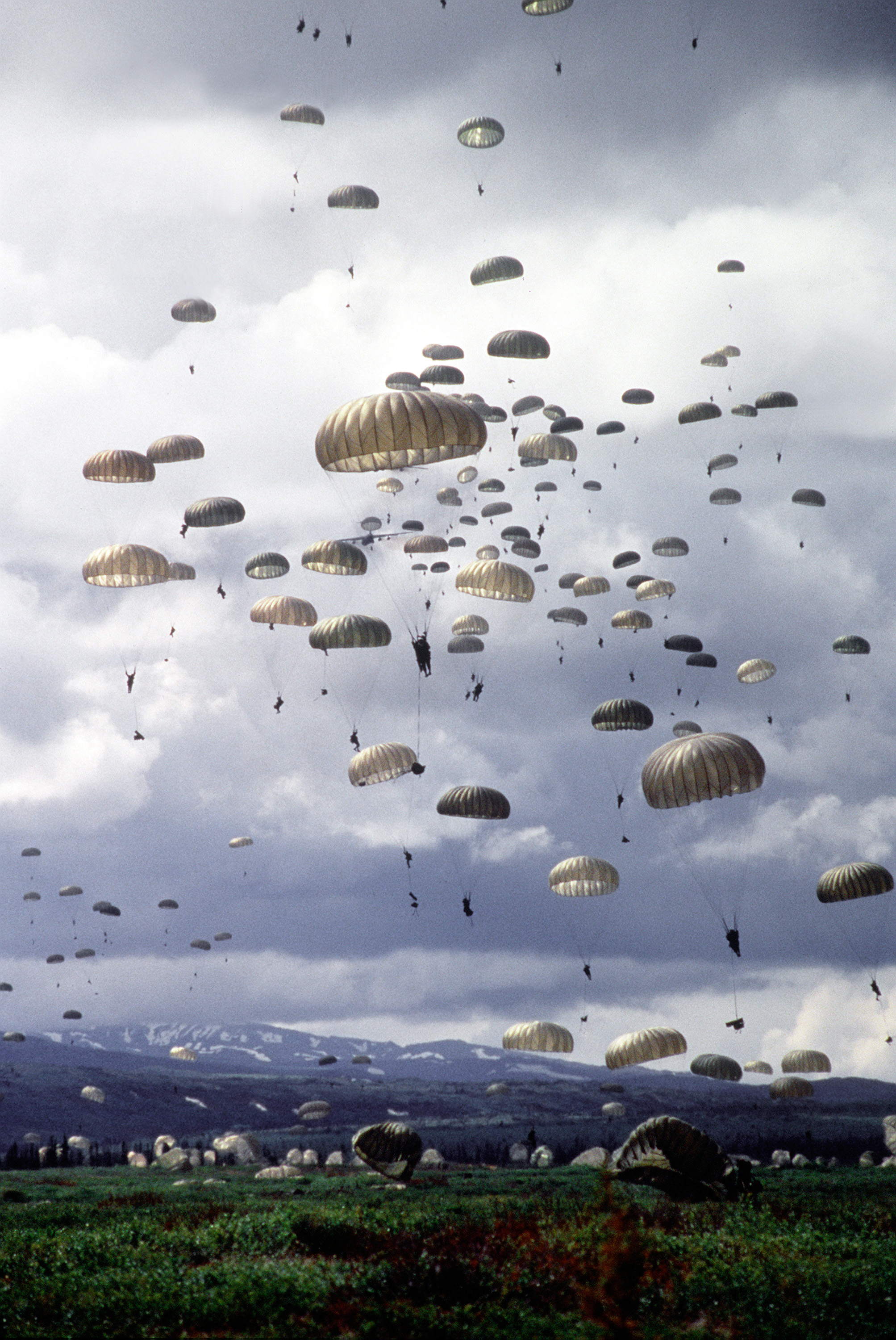
Übung des 501st Parachute Infantry Regiment in Alaska

  - Headquarters Company, (Stabskompanie)
  - 1st Battalion, 21st Infantry Regiment, (1. Bataillon des 21. Infanterieregiments)
  - 1st Battalion, 27th Infantry Regiment, (1. Bataillon des 27. Infanterieregiments)
  - 1st Battalion, 151st Infantry Regiment, Indiana Army National Guard, (1. Bataillon des 151. Infanterieregiments)
  - 2nd Squadron, 14th Armored Cavalry Regiment, (2. Bataillon des 14. Kavallerieregiments)
  - 65th Brigade Engineer Battalion, (65. Brigadepionierbataillon)
  - 225th Support Battalion, (225. Unterstützungsbataillon)
- 3rd Infantry Brigade Combat Team, Bronco, stationiert in den Schofield Barracks, Hawaii.
  - Headquarters Company, (Stabskompanie)
  - 2nd Battalion, 27th Infantry Regiment „Wolfhounds“, (2. Bataillon des 27. Infanterieregiments Wolfshunde)
  - 2nd Battalion, 35th Infantry Regiment „Cacti“, (2. Bataillon des 35. Infanterieregiments Kakteen)
  - 100th Battalion, 442 Infantry Regiment, Army Reserve, (100. Bataillon des 442. Infanterieregiments)
  - 3rd Squadron, 4th Cavalry Regiment, (3. Bataillon des 4. Kavallerieregiments)
  - 29th Brigade Engineer Battalion, (29. Brigadepionierbataillon)
  - 325th Support Battalion, (325. Unterstützungsbataillon)

- 25th Infantry Division Artillery
  - Headquarters Company, (Stabskompanie)
  - 3rd Battalion, 7th Field Artillery Regiment, (3. Bataillon des 7. Artillerieregiments)
  - 2nd Battalion, 11th Field Artillery Regiment, (2. Bataillon des 11. Feldartillerieregiments)
  - 125th Intelligence and Electronic Warfare Battalion

- 25th Combat Aviation Brigade[11], Heeresfliegerbrigade, stationiert auf dem Wheeler Army Air Field, Oʻahu, Hawaii.
  - HHC, Combat Aviation Brigade, (Stabskompanie der Heeresfliegerbrigade)
  - 2nd Squadron, 6th Cavalry Regiment, (2. Bataillon des 6. Kavallerieregiment)
  - 1st Battalion, 25th Aviation Regiment, (1. Bataillon des 25. Heeresfliegerregiments)
  - 2nd Battalion, 25th Aviation Regiment (2. Bataillon des 25. Heeresfliegerregiments)
  - 3rd Battalion, 25th Aviation Regiment, (3. Bataillon des 25. Heeresfliegerregiments)
  - 209th Aviation Support Battalion, (209. Heeresfliegerunterstützungsbataillon)
- 25th Infantry Division Sustainment Brigade
  - Headquarters Company, (Stabskompanie)
  - 25. Spezialtruppenbataillon
  - 524. Kampfunterstützungsbataillon

Hauptquartiertruppen
- Headquarters, 25th ID, (Hauptquartier der 25. US-Infanteriedivision), stationiert in den Schofield Barracks, Hawaii.
  -  25. Special Troops Battalion, (25. Spezialtruppenbataillon)

## Abzeichen
Da die 25. Infanteriedivision im Vergleich zu ähnlichen Verbänden eine noch recht junge Traditionslinie hat, ist der Bekanntheitsgrad ihrer Abzeichen eher begrenzt.

### Schulterabzeichen
- Beschreibung: Ein rotes Taroblatt, 7,30 cm hoch und 5,08 cm an der breitesten Stelle mit einem einrahmenden gelben Rand und einem gelben Blitz in der Mitte, 4,60 cm in der Höhe.
- Symbolik: Das Taroblatt ist das markante Merkmal der hawaiischen Abstammung der 25. Infanteriedivision, während der Blitz die besondere Art und Weise der Lösung der ihr aufgetragenen Aufgaben darstellt.
- Geschichte: Das Schulterabzeichen wurde am 25. September 1944 offiziell genehmigt.

### Einheitsabzeichen
- Beschreibung: Im Zentrum eines ausbrechenden Vulkans, der eine goldene Wolke ausstößt, befindet sich ein senkrechter Blitz, der sich in eine obere rote und eine untere goldene Hälfte unterteilt. Das Ganze wird von einem Paar grüner Palmenwedeln seitlich umschlossen, die sich im unteren Zentrum kreuzen und oben die Wolke zu beiden Seiten begrenzen.
- Symbolik: Der vom Schulterabzeichen übernommene Blitz und die Palmenwedel sollen den Bezug zum Spitznamen Tropic Lightning herstellen. Der ausbrechende Vulkan ist der Bezug zu Hawaii als Heimatbasis und Aufstellungsort.
- Geschichte: Die Einheiteninsignie wurde offiziell am 21. April 1965 genehmigt. Es wurde am 18. Mai 1972 noch einmal verbessert, um dem Spitznamen der Division besser gerecht zu werden.[12]

## Führung und Liste der Kommandeure
Führungsgruppe
Die Führungsgruppe (Command Group) des Divisionsstabes bestand 2010 aus Kommandeur Major General Bernard S. Champoux, Colonel Bradley A. Becker (Logistik), Brigadier General Paul J. LaCamera (Einsatz), dem Stabschef Colonel Bjarne M. Iverson und dem Command Sergeant Major Frank M. Leota. Seit 2021 ist General Joseph A. Ryan kommandierender General der Einheit. 
Liste der Kommandeure
| Nr. | Name                                    | Beginn der Berufung | Ende der Berufung |
| --- | --------------------------------------- | ------------------- | ----------------- |
| 51. | Major General Marcus S. Evans           | 2023                |                   |
| 50. | Major General Joseph A. Ryan            | 2021                | 2023              |
| 50. | Major General James B. Jarrard          | 2019                | 2021              |
| 49. | Major General Ronald P. Clark           | 2018                | 2019              |
| 48. | Major General Christopher G. Cavoli     | 2016                | 2018              |
| 47. | Major General Charles A. Flynn          | 2014                | 2016              |
| 46. | Major General W. Kurt Fuller            | 2012                | 2014              |
| 45. | Major General Bernard S. Champoux       | 2010                | 2012              |
| 44. | Major General Robert L. Caslen          | 2008                | 2009              |
| 43. | Major General Benjamin R. Mixon         | 2005                | 2008              |
| 42  | Major General Eric T. Olson             | 2002                | 2005              |
| 41. | Major General James Dubik               | 2000                | 2002              |
| 40. | Major General William E. Ward           | 1999                | 2000              |
| 39. | Major General James T. Hill             | 1997                | 1999              |
| 38. | Major General John J. Maher             | 1995                | 1997              |
| 37. | Major General George A. Fisher          | 1993                | 1995              |
| 36. | Major General Robert L. Ord III.        | 1992                | 1993              |
| 35. | Major General Fred A. Gorden            | 1990                | 1992              |
| 34. | Major General Charles P. Otstott        | 1988                | 1990              |
| 33. | Major General James W. Crysel           | 1986                | 1988              |
| 32. | Major General Claude M. Kicklighter     | 1984                | 1986              |
| 31. | Major General William H. Schneider      | 1982                | 1984              |
| 30. | Major General Alexander Weyand          | 1980                | 1982              |
| 29. | Major General Otis C. Lynn              | 1978                | 1980              |
| 28. | Major General Willard Warren Scott, Jr. | 1976                | 1978              |
| 27. | Major General Harry W. Brooks, Jr.      | 1974                | 1976              |
| 26. | Major General Robert N. Mackinnon       | 1972                | 1974              |
| 25. | Major General Thomas W. Mellen          | 1971                | 1972              |
| 24. | Major General Ben Sternberg             | 1971                | 1971              |
| 23. | Major General Edward Bautz, Jr.         | 1970                | 1971              |
| 22. | Major General Harris W. Hollis          | 1969                | 1970              |
| 21. | Major General Ellis W. Williamson       | 1968                | 1969              |
| 20. | Major General F. K. Mearns              | 1967                | 1968              |
| 19. | Major General John C. F. Tillson        | 1967                | 1967              |
| 18. | Major General Frederick C. Weyand       | 1964                | 1967              |
| 17. | Major General Andrew J. Boyle           | 1963                | 1964              |
| 16. | Major General Ernest F. Easterbrook     | 1962                | 1963              |
| 15. | Major General James L. Richardson       | 1961                | 1962              |
| 14. | Major General Jonathan O. Seaman        | 1960                | 1960              |
| 13. | Major General John E. Theimer           | 1958                | 1960              |
| 12. | Major General Archibald W. Stuart       | 1957                | 1958              |
| 11. | Major General Edwin J. Messinger        | 1956                | 1957              |
| 10. | Major General Herbert B. Powell         | 1954                | 1956              |
| 9.  | Major General Leslie D. Carter          | 1954                | 1954              |
| 8.  | Major General Halley G. Maddox          | 1953                | 1954              |
| 7.  | Major General Samuel T. Williams        | 1952                | 1953              |
| 6.  | Major General Ira P. Swift              | 1951                | 1952              |
| 5.  | Major General Joseph S. Bradley         | 1951                | 1951              |
| 4.  | Major General William B. Kean           | 1948                | 1951              |
| 3.  | Major General Charles L. Mullins        | 1943                | 1948              |
| 2.  | Major General J. Lawton Collins         | 1942                | 1943              |
| 1.  | Major General Maxwell Murray            | 1941                | 1942              |

## Sonstiges
- In dem Film Platoon des Regisseurs Oliver Stone trägt die fiktive Einheit Schulterabzeichen der 25th Infantry Division.
- Das Schulterabzeichen wird wegen der an eine Paprika erinnernden Form und dem Blitz im Zentrum scherzhaft The Electric Chili Pepper (dt. „elektrischer scharfer Paprika“) genannt.
- Der Film Verdammt in alle Ewigkeit greift u. a. die Themen Angriff auf Hawaii und Verteidigung des Strandes durch Infanterie auf.